# Donald Winnicott
Donald Woods Winnicott (Plymouth, 7 aprile 1896 – Londra, 28 gennaio 1971) è stato un pediatra e psicoanalista britannico.

## Biografia
Studiò medicina a Cambridge laureandosi nel 1923. Nello stesso anno cominciò un'analisi personale con James Strachey (il traduttore inglese delle opere di Freud), e successivamente, diventato psicoanalista della Società Psicoanalitica Britannica, continuò ulteriormente la sua analisi con Joan Rivière, quest'ultima di impostazione prettamente kleiniana. Come pediatra lavorò per circa quarant'anni presso l'ospedale pediatrico di Paddington Green, acquisendo una ricchissima esperienza clinica. Winnicott, che inizialmente abbracciò le concezioni della Klein circa il rapporto madre-bambino, successivamente si discostò dal suo pensiero divenendo meno ortodosso ed entrando nel gruppo degli indipendenti britannici (il cosiddetto middle group, gruppo di mezzo), passando alla storia come uno dei pionieri della scuola delle relazioni oggettuali. La sua concomitante professione di pediatra lo portò ad osservare a lungo i bambini e la loro interazione con la madre, permettendogli così di elaborare originali teorie sullo sviluppo psicologico ed emotivo del bambino.

## Concetti introdotti da Winnicott

### La funzione diholding
Holding (letteralmente "con-tenere" o "con-tenimento") è un termine introdotto da Winnicott per definire la capacità della madre di fungere da sorta di mamma-ambiente empaticamente protettiva e da protezione affettiva per il bambino. La continuità d’essere è la possibilità del bambino di strutturarsi senza soffrire l’urto del distacco, quando il bambino scopre l’esistenza del mondo esterno. Pertanto lo holding è la capacità di contenimento della madre sufficientemente buona, la quale sa istintivamente quando intervenire dando amore al bambino e quando invece mettersi da parte nel momento in cui il bambino non ha bisogno di lei. All'interno dello holding il bambino può sperimentare l'onnipotenza soggettiva, ovvero la sensazione di essere lui, con i suoi desideri, a creare ogni cosa.  Questa esperienza è necessaria ed indispensabile per il sano sviluppo dell'individuo, e può verificarsi soltanto all'interno di uno spazio fisico e psichico (uno holding environment) che possa permettere la sua espressione.

### Lo spazio transizionale
Per Winnicott il bambino inizialmente vive in una realtà costruita soggettivamente, dove tutto (compresa la madre) è sotto il suo controllo onnipotente (onnipotenza soggettiva); in questa realtà il bambino crede di costruire la madre con i suoi desideri. Gradualmente dovrà abbandonare questa visione edonistica per abbracciare una visione dello spazio oggettivo condiviso, dove la madre esiste indipendentemente dalla volontà egoistica del bambino. Tuttavia, tra le due forme di realtà ne esiste una terza, lo spazio transizionale, il quale è sia costruito soggettivamente che percepito oggettivamente. L'esperienza transizionale (della quale fanno parte gli oggetti transizionali), avendo la caratteristica di entrambe le forme di realtà, permette al bambino di spostarsi verso una realtà oggettiva condivisa, senza esserne traumatizzato. Inoltre permette lo sviluppo della capacità di vivere nella realtà oggettiva riuscendo però a conservare il nucleo dell'onnipotenza soggettiva, che permetterà l'espressione dell'originalità e della passione nell'individuo. Per Winnicott l'esperienza transizionale è una sorta di luogo psichico dove il bambino può giocare creativamente, e per questo motivo Winnicott assimila le esperienze culturali umane alle esperienze transizionali.
In ogni caso, lo spazio transizionale non consiste solo in una fase evolutiva dello sviluppo psichico umano, ma è anche e soprattutto lo spazio potenziale tra individuo e ambiente, in cui si modella in "tutte le età successive dell'uomo" ogni forma di processo mentale creativo, che ci permette di sviluppare una autonomia riflessiva personale nonché di cogliere l'opportunità che ciascuno di noi vuole concedersi, di dare un nuovo e personale senso alla propria esistenza e al mondo, a partire dalle pregresse esperienze sociali e culturali.

### L'oggetto transizionale
All'interno dello spazio transizionale acquista notevole importanza l'oggetto transizionale. Questo termine denota un oggetto, generalmente di qualità tattile-pressoria (lembo di coperta, peluche, pezzo di stoffa, giocattoli, ecc.) che viene acquisito dal bambino per aiutarlo nel suo sviluppo psicologico; esso viene ad essere il primo oggetto assimilato dal bambino come "non-me". Tale oggetto, rappresentando l'unione con la madre, ne permette anche il distacco e l'autonomia da essa, un processo definito come individuazione-separazione da Mahler. Quindi l'oggetto transizionale permette l'ammortizzazione del passaggio dallo stadio dell'onnipotenza soggettiva a quello della realtà oggettiva condivisa, e lo fa rappresentando in maniera pre-simbolica l'area (o spazio) transizionale, uno spazio dove la madre non è né costruita soggettivamente né esistente oggettivamente. Il fenomeno (o oggetto) transizionale non è quindi né percepito onnipotentemente né visto come appartenente alla realtà oggettiva, venendosi a trovare in uno spazio di mezzo, lo spazio potenziale, situato tra il sé e il non-sé.

### La madre sufficientemente buona
Winnicott definisce madre sufficientemente buona quella madre che, in maniera istintiva, possiede le capacità di accudire il bambino dosando opportunamente il livello della frustrazione che il bambino subisce. La madre sufficientemente buona possiede la cosiddetta preoccupazione materna primaria, uno stato psicologico indispensabile perché essa possa fornire le cure adeguate al piccolo e che le permette di "fornire il mondo" al bambino con puntualità, facendogli sperimentare l'onnipotenza soggettiva. Tra i compiti della madre, infatti, vi è anche quello di presentare il mondo al bambino (presentazione degli oggetti); la madre sufficientemente buona sa istintivamente quando presentare gli oggetti al piccolo, quando accudirlo, quando e come fargli sperimentare frustrazioni lievi facendo sì che il suo sviluppo proceda senza intoppi e senza traumi per lui soverchianti. Allo stesso modo Winnicott parla di madre non sufficientemente buona intendendo quella madre, in genere vittima di psicopatologie depressive o simili, che fornisce al bambino cure senza creatività, senza adattarsi a lui e in maniera meccanica; con una madre non sufficientemente buona il bambino smetterà presto di vivere nell'illusione che sia lui a creare e distruggere gli oggetti, e vivrà in un mondo, presentatogli dalla madre, alla quale egli dovrà essere accondiscendente: la creatività nascente potrebbe così essere uccisa. Anziché essere la madre ad adattarsi al piccolo, in questo caso sarà il piccolo a doversi adattare alla madre (o alla principale figura di accudimento). La madre non sufficientemente buona può distruggere in maniera traumatica l'esperienza dell'onnipotenza soggettiva del bambino, favorendo in particolare lo sviluppo di un falso sé o doppio legame.

### Il falso sé
Winnicott indica, con questo termine, le situazioni nelle quali la persona avverte un pesante senso di estraneazione da se stesso, di non esistenza. Il Falso Sé deriverebbe da un rapporto primario madre-bambino insoddisfacente, quindi da una madre che non ha risposto in maniera soddisfacente ai bisogni del bambino. In questo caso non si parla tanto di bisogni fisiologici, quanto dei bisogni di crescita, di onnipotenza, di creazione e distruzione dell'oggetto. Inizialmente, infatti, è importante che il bambino sperimenti l'onnipotenza soggettiva, vivendo nell'illusione di essere lui (con i suoi desideri) a creare e distruggere la madre. Successivamente, grazie all'esperienza e all'oggetto transizionale, potrà muoversi verso un terreno di realtà condivisa, meno egocentrico. Per fare ciò ha bisogno di una madre sufficientemente buona che lo sottoponga a delle frustrazioni ottimali, che il piccolo possa recepire in maniera non traumatizzante. La madre non sufficientemente buona, invece, interrompe bruscamente l'onnipotenza soggettiva del bambino, tarpandone le ali e impedendo la crescita del vero sé: è in questo modo che si forma il falso Sé, un Sé privo di energia soggettiva, fatto di accondiscendenze, non creativo, senza spinta. Al contrario, il Vero Sé è quello nato dal normale superamento dell'onnipotenza soggettiva, la quale rimane come base del vero nucleo della personalità, la fonte di energia dalla quale si sviluppano gli aspetti periferici della personalità. Il Falso Sé non corrisponde però ad una psicopatologia, ma viene piuttosto ad identificarsi come una non creatività, ad un non stato del Vero Sé dovuto a delle carenze nelle cure materne; si passa così da una teoria del conflitto, tipica della psicoanalisi freudiana, della psicologia dell'Io e delle concezioni kleiniane, a una teoria del deficit che presuppone l'assenza o la carenza di importanti elementi dello sviluppo.

## Opere
- La famiglia e lo sviluppo dell'individuo, trad. Carlo Mazzantini, Roma: Armando, 1968 ISBN 88-7144-221-0
- Psicoanalisi e pensiero contemporaneo (con altri), a cura di John D. Sutherland, trad. Francesco Deidda e Graziella Solla Deidda, introduzione di Paolo Filliasi Carcano, Roma: Armando, 1971
- Il bambino e il mondo esterno, trad. Fulvia Kanizsa, Firenze: Giunti e Barbera, 1973
- Gioco e realtà, trad. Giorgio Adamo e Renata Gaddini, prefazione di Renata Gaddini, Roma: Armando, 1974 ISBN 88-7144-137-0 ISBN 88-8358-802-9 ISBN 978-88-8358-802-0
- Sviluppo affettivo e ambiente: studi sulla teoria dello sviluppo affettivo, trad. Alda Bencini Bariatti, Roma: Armando, 1974 ISBN 88-7144-071-4
- Colloqui terapeutici con i bambini, trad. Patrizia Pinto, Roma: Armando, 1974 ISBN 88-7144-369-1
- Il bambino e la famiglia, trad. Fulvia Kanizsa, Firenze: Giunti e Barbera, 1975
- Dalla pediatria alla psicoanalisi: scritti scelti, trad. Corinna Ranchetti, Firenze: Martinelli, 1981 ISBN 88-09-75012-8
- Frammenti di un'analisi, ed. it. a cura di Renata Gaddini De Benedetti, Roma: Il pensiero scientifico, 1981 ISBN 88-7002-018-5; poi come:
- Sostenere e interpretare, Roma: Magi, 2006 ISBN 88-7487-176-7
- Piggle: una bambina, trad. Eugenio e Renata Ghedini, Torino: Boringhieri, 1982 ISBN 88-339-5386-6; poi come:
- Una bambina di nome Piggle, a cura di Ishak Ramzy, Torino: Bollati Boringhieri, 2008 ISBN 978-88-339-1929-4
- Il bambino deprivato: le origini della tendenza antisociale, trad. Maria Lucia Mascagni e Renata Gaddini, Milano: Cortina, 1986 ISBN 88-7078-070-8
- I bambini e le loro madri, trad. Maria Lucia Mascagni e Renata Gaddini, Milano: Cortina, 1987 ISBN 88-7078-059-7 ISBN 978-88-7078-059-8
- Sulla natura umana, trad. Tullia Roghi, ed. it. a cura di Renata De Benedetti Gaddini, Milano: Cortina, 1989 ISBN 88-7078-077-5
- Dal luogo delle origini, trad. Anna Margherita Chagas Bovet e Renata De Benedetti Gaddini, ed. it. a cura di Renata De Benedetti Gaddini, Milano: Cortina, 1990 ISBN 88-7078-138-0
- Lettere, a cura di F. Robert Rodman, trad. Renata De Benedetti Gaddini, Milano: Cortina, 1988 ISBN 88-7078-099-6
- Colloqui con i genitori, trad.  Guido Taidelli, introduzione di T. Berry Brazelton, Milano: Cortina, 1993 ISBN 88-7078-253-0
- Esplorazioni psicoanalitiche, a cura di Clare Winnicott, Ray Shepherd e Madeleine Davis, ed. it. a cura di Carla Maria Xella, Milano: Cortina, 1995 ISBN 88-7078-338-3
- Bambini, a cura di Ray Shepherd, Jennifer Johns e Helen Taylor Robinson, ed. it. a cura di Carla Maria Xella, Milano: Cortina, 1997 ISBN 88-7078-445-2
- Psicoanalisi dello sviluppo: brani scelti, a cura di Adele Nunziante Cesaro e Valentina Boursier, Roma: Armando, 2004 ISBN 88-8358-655-7
- Il bambino, la famiglia e il mondo esterno, Roma: Magi, 2005 ISBN 88-7487-289-5
- Il sentimento del reale. Scritti inediti, Milano: Raffaello Cortina, 2025 ISBN 978-88-3285-725-2